# 梁萬鍾
梁萬鍾（1438年—1526年），字天錫，别号清泉，四川成都府溫江縣人，明朝政治人物。

## 生平
天順六年（1462年）由國子生中式壬午科四川鄉試第五名舉人，成化五年（1469年）登己丑科進士。授浙江仁和知县，擢河南許州知州，父忧去职。服闋，授陕西同州知州。滿六載，母丧去职。终丧，任杭州府知府，治杭九年，升迁两浙盐运使。正德初致仕。嘉靖五年十月二十四日卒，壽八十有九。
本黄姓，黄州府之麻城人，始祖興禮，明初避乱入蜀，入贅于梁氏，因冒梁姓。曾祖梁必富；祖梁添秀；父梁銘席；母王氏。具慶下，妻晏氏，兄良；英，弟通。七子：梁珪、梁冠中、梁冕、梁衮、梁弁、梁缨、梁绶。有孙梁承芳、梁承華、梁承恩、梁承勛、梁承裕、梁祖龄。曾孙梁瀛、梁淇、梁潮。